# Chaignay
Chaignay település Franciaországban, Côte-d’Or megyében. Lakosainak száma 500 fő (2022. január 1.). Chaignay Diénay, Épagny, Saussy, Vernot, Villecomte, Gemeaux, Is-sur-Tille, Marcilly-sur-Tille és Marsannay-le-Bois községekkel határos.

## Népesség
A település népességének változása:
| Lakosok száma | 310  | 336  | 369  | 481  | 549  | 532  | 517  | 524  | 517  | 500  |
|               | 1968 | 1982 | 1990 | 2006 | 2013 | 2015 | 2017 | 2019 | 2020 | 2022 |